# Maisons Delile
Les maisons Delile sont deux habitations unifamiliales situées dans l'avenue de Waterloo à Charleroi (Belgique). Elles sont conçues en 1910 par l'architecte Edgard Clercx pour l'entrepreneur Hubert Delile.

## Architecture

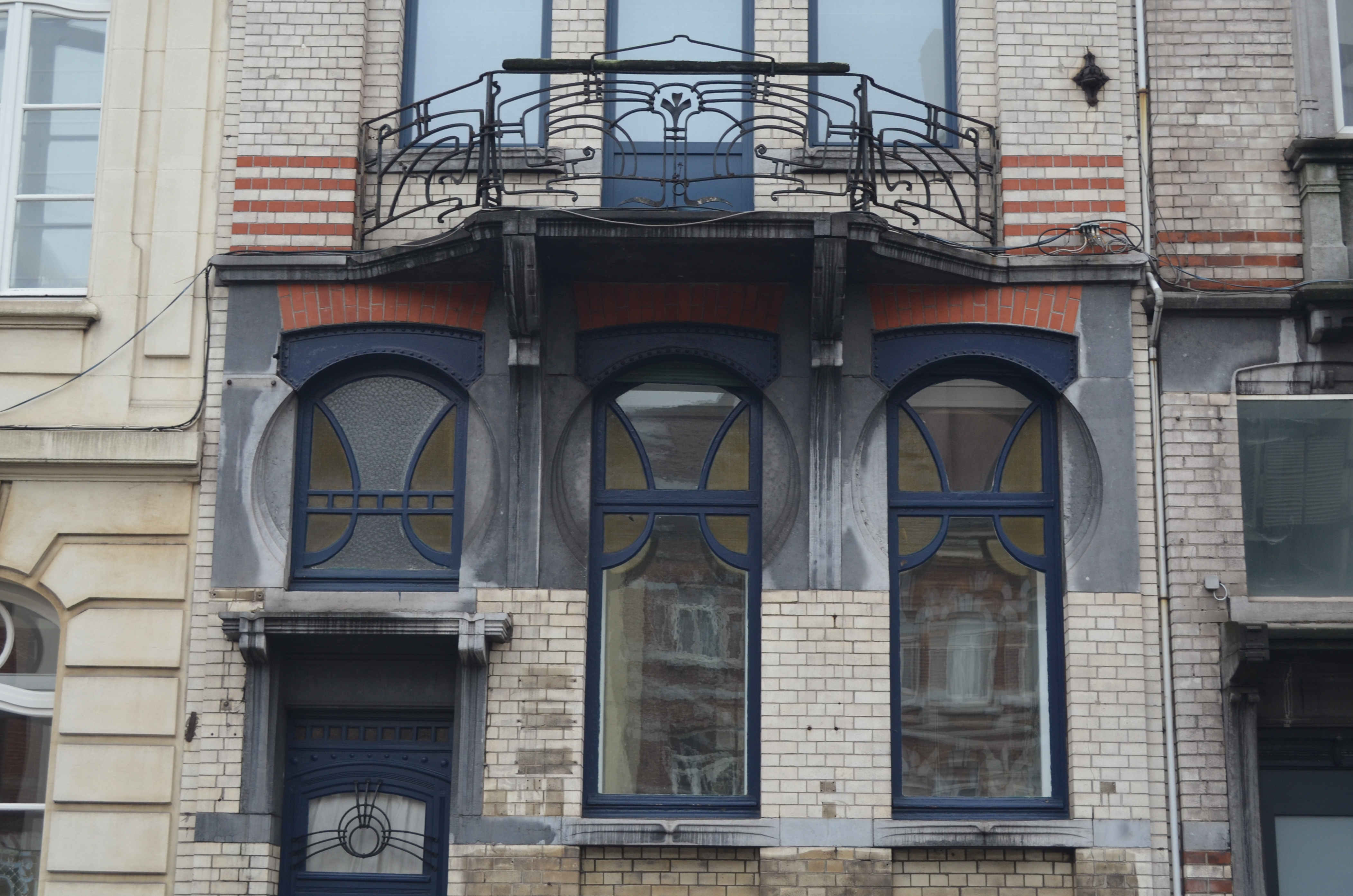
Détails des fenêtres du bel-étage.

Ces deux maisons construites pour le même propriétaire par l'architecte Edgard Clercx, ainsi que le bâtiment adjacent construit par l'architecte Octave Carpet, forment un bloc de maisons Art nouveau. Les géométries des deux façades sont en brique blanche et rehaussées par des bandes de brique rouge. La conception de l'architecte est caractérisée par des éléments sculptés en pierre bleue. En particulier au niveau des consoles de balcon et des bow-windows, des auvents et des appuis de fenêtre. La maison du numéro 9 se caractérise par l'attention portée aux détails du bel-étage. La forme de l'arc des fenêtres est caractérisée par un lainteau métallique qui prolonge ses lignes courbes dans la pierre bleue adjacente par des incisions. Le balcon métallique est un autre élément qui définit le design de l'architecte. La maison du numéro 7, en revanche, a perdu ses fenêtres et ses portes d'origine, ce qui le rend moins sinueux. Il manque le soin du détail, marque de fabrique d'Edgard Clercx, qui imprègne encore le bâtiment adjacent.